# Титково (Нижегородская область)
Титково — деревня в составе Большепесочнинского сельсовета в Уренском районе Нижегородской области.

## География
Находится на расстоянии примерно 11 километров по прямой на восток от районного центра города Урень.

## История
Известна с 1719 года. Деревня до 1768 года относилась к главной дворцовой канцелярии, потом Придворной конторы, с 1797 крестьяне стали удельными. В 1870 году было учтено 42 двора и 269 жителей, в 1916 году 76 дворов и 484 жителя. В советское время работал колхоз им. 1 мая, машино-тракторная станция и подразделение Сельстроя. В 1956 году 640 жителей, в 1978 году было 159 дворов и 416 жителей, а в 1994 134 двора и 320 жителей.

## Население
Постоянное население  составляло 296 человек (русские 71%, цыгане 29%) в 2002 году, 317 в 2010 .